# 23650 Čvančara
23650 Čvančara è un asteroide della fascia principale. Scoperto nel 1997, presenta un'orbita caratterizzata da un semiasse maggiore pari a 2,3500736 UA e da un'eccentricità di 0,0913641, inclinata di 5,39543° rispetto all'eclittica.